# کیوگوکو تاتسوکو

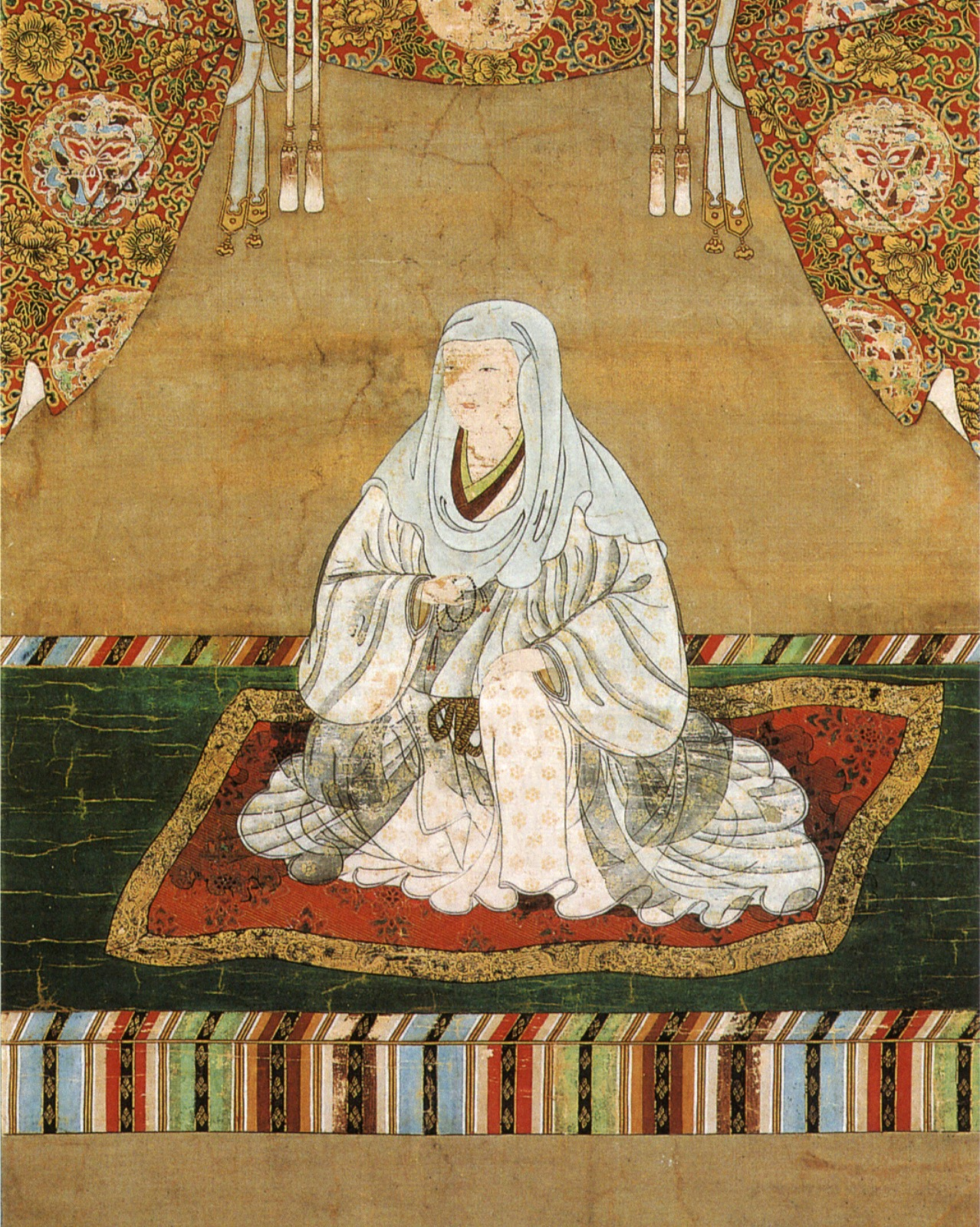

کیوگوکو تاتسوکو (به ژاپنی: 京極竜子 Kyōgoku Tatsuko) (? – اکتبر ۲۲، ۱۶۳۴) یکی از زنان ژاپنی بود که در دوره سنگوکو و اوایل دوره ادو زندگی می‌کرد. پدر کیوگوکو تاکایوشی و مادر وی کیوگوکو ماریا نام داشت که خواهر بزرگتر آزای ناگاماسا بود. وی همچنین دختر خاله یودو-دونو همسر غیراصلی تویوتومی هیده‌یوشی بود. او نخست همسر دایمیوی ولایت واکاسا (تاکدا موتوآکی) بود و از همسر اولش دو پسر و یک دختر داشت. بعد از مرگ همسر اولش، همسر غیراصلی تویوتومی هیده‌یوشی شد در حالیکه یودو-دونو همسر غیراصلی دیگر تویوتومی هیده‌یوشی از اقوام نزدیک و هر دو دوست صمیمی یکدیگر بودند.